# RADOSE
RADOSE foi um satélite artificial dos Estados Unidos lançado ao espaço no dia 15 de junho de 1963 por meio de um foguete Thor da Base da Força Aérea de Vandenberg juntamente com outros satélites.

## Características
A missão do RADOSE foi realizar medidas da radiação no espaço com um dosímetro. Foi injetado em uma órbita inicial de 885,7 km de apogeu, 176,1 km de perigeu, uma inclinação orbital de 69,87 graus e um período orbital de 95,16 minutos. O mesmo reentrou na atmosfera terrestre em 30 de junho de 1963, após 45 dias em órbita.